# کشاورزی طبیعی

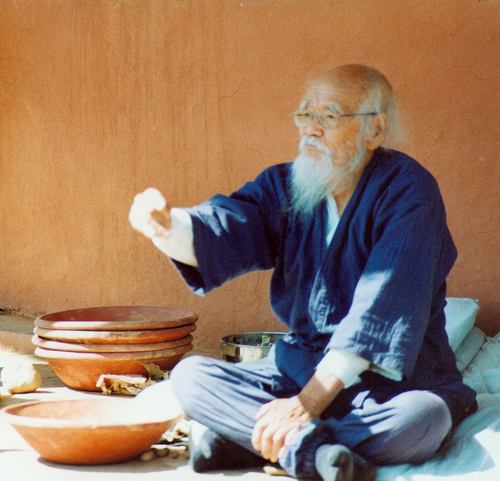
ماسانوبو فوکوئوکا پایه‌گذار روش کشاورزی طبیعی

کشاورزی طبیعی گونه‌ای کشاورزی اکولوژیک است که توسط ماسانوبو فوکوئوکا (۱۹۱۳–۲۰۰۸) کشاورز و فیلسوف ژاپنی در سال ۱۹۷۵ در کتاب خودش معرفی کرده‌است. فوکوئوکا توصیف خود را از راه کشاورزی تحت عنوان 自然農法 (shizen nōhō) به زبان ژاپنی بیان کرده‌است. همچنین به عنوان «روش فوکوئوکا»، «شیوه‌های طبیعی در کشاورزی» یا «کشاورزی بی‌عمل» خوانده می‌شود. این عنوان اشاره به عدم تلاش نداشته بلکه به معنی جلوگیری از استفاده از نهاده‌ها و تجهیزات می‌باشد.